# Vághegyes
Vághegyes (1899-ig Zasztranie, szlovákul: Zástranie) Zsolna városrésze, egykor önálló község Szlovákiában, a Zsolnai kerületben, a Zsolnai járásban.

## Fekvése
Zsolna központjától 8 km-re északkeletre fekszik.

## Története
A település valószínűleg a 14. század második felében a zsolnai német jog alapján keletkezett. 1439-ben említik először, amikor Albert király a sztrecsnói és óvári uradalmat feleségének, Erzsébetnek adja. Vághegyes az óvári uradalom része volt. 1520-ban a Pongráczok közti birtokmegosztás során említik, hogy a faluban 12 család él. Ekkor még nem volt itt önálló plébánia, a település a szomszédos Vágtapolca filiája volt. Itt vezették anyakönyveit is, melyek 1732-től íródtak. Az 1770-es urbárium szerint a falunak 40 adózója volt, közülük 31 Pongrácz Gáspárnak, 5 Pongrácz Ádámnak, 4 pedig Pongrácz Mihálynak adózott.
A 18. század végén Vályi András így ír róla: „ZASZTRANYE. Tót falu Trentsén Várm. földes Ura Pongrácz Uraság, fekszik Tepliczához közel, mellynek filiája; határja tsekély.”
Fényes Elek 1851-ben kiadott geográfiai szótárában így ír a faluról: „Zasztranye, Trencsén vm. tót f. Tepliczához északra egy fertálynyira. Számlál 332 kath. Egy meredek hegyen még most is látszik régi várának omladéka. F. u. gr. Pongrácz. Ut. p. Zsolna.”
1910-ben 406, túlnyomórészt szlovák lakosa volt. A trianoni békéig Trencsén vármegye Zsolnai járásához tartozott.
1980-óta Zsolna város része.

## Nevezetességei
Szűz Mária tiszteletére szentelt római katolikus plébániatemploma.

## Külső hivatkozások
- Vághegyes Szlovákia térképén
- Képek a településről